# Fritz Bischoff
Friedrich Nikolaus Bischoff (6 de dezembro de 1905 — data de morte desconhecida) foi um velejador alemão, medalhista olímpico. Ele competiu nos Jogos Olímpicos de Verão de 1936 na classe 8 Metre e conquistou a medalha de bronze na disputa realizada a bordo do Germania III com Hans Howaldt, Alfried Krupp von Bohlen und Halbach, Eduard Mohr, Felix Scheder-Bieschin e Otto Wachs. O irmão de Fritz, Peter Bischoff, ganhou o ouro na classe de barcos Star em 1936.